# 仁美と有佳のどらごんデンタルクリニック
仁美と有佳のどらごんデンタルクリニック♥（ひとみとゆかのどらごんデンタルクリニック）は、声優の生天目仁美と猪口有佳（現：いのくちゆか）がパーソナリティーを務めていた文化放送のラジオ番組（アニラジ番組）。通称「どらデン」。2004年3月31日 - 2006年3月29日放送（全105回）。

## 概要
文化放送で水曜25:00 - 25:30に放送されていた。番組全体が「歯医者さん」という設定で、生天目仁美が「先生（どらデンドクター）」、猪口有佳が「看護婦（どらデンナース）」という役回りになっており、収録時はピンク衣（ピンク色のナース服）を着用して行っていた。この番組ではリスナーのことを「患者さん」、お便りは「カルテ」と呼んでいた。
番組タイトルの「どらごん」は、番組のスポンサーである富士見書房の雑誌およびノベルスで使われている「ドラゴン」シリーズからである。ドラゴンマガジンではこの番組の出張版である「どらデン出張診察室」が連載されている。生天目仁美の誕生日に近い放送では、彼女の母親であるまんまるまる姫や、同じ誕生日である元シブがき隊の布川敏和がゲストに。また最初で最後の生放送が行われた際には、つのだ☆ひろが電話で出演するなど＜第103回・2006年（平成18年）3月15日＞、普通のアニラジでは有り得ないゲストが出演することもあった。また、生天目・猪口の悪友である声優伊藤静がゲストにきて二人を振り回して帰っていったという回もあった。
ゲストは主として「ドラゴン」シリーズに関わる作家が多い。構成作家は「トリビアの泉」や「田村ゆかりのいたずら黒うさぎ」なども手がけている矢野了平。番組内では「まぢおにさん」と呼ばれていた。

## 主なコーナー
ふつおたカルテ
普通のお便りのコーナー。
いかにもありそなネーミンゲーム（第1回〜第25回）
リスナーから送られてきた単語を使って、いかにもありそうなネーミングを作り、勝負するコーナー。
毎週判定で負けた方は着用しているピンク衣に、負けた単語を勝者によってマジックで書かれる罰ゲームが、深いエコーの中、つのだ☆ひろの「メリージェーン」をバックに行われる。そして10敗すると更に厳しい罰ゲームが後日行われる事になっている。この単語を使って戦い、負けた方がピンク衣に落書きされるスタイルは、以下「どらり途中下車の旅」まで全く変わっていない。
1回目は猪口が先に10敗し、落書きされたナース服を着たまま、薬局でマスク、歯磨きセット、マウスウォッシュを購入。その後コンビニでカップラーメンを購入し、お湯を入れて持って帰るという罰ゲームを行った。購入した際は「どらごんデンタルクリニック」と書かれた領収書も貰ってくるよう指令が出された。＜第18回・2004年7月28日放送＞
2回目は生天目が敗北。『新宿の真ん中で歯磨きのコツを叫ぶ』と称し、落書きされたピンク衣を着て、新宿駅東口広場で「歯磨きは力を入れずに小刻みに!」と2回叫び、最後には振り向いた人に手を振るという罰ゲームをやらされた。その光景を離れた場所から見ていた猪口は、興奮のあまり鼻血を出してしまい、生天目のおいしいところを全部持っていってしまうというオチまで付いた。＜第24回・2004年9月8日放送＞
この罰ゲームの衝撃度は強かったようで、その後「新宿を越える罰ゲームを」ということがしばしば言われる。
有佳ちゃんにも分かることわざ辞典「どら辞苑」（第26回〜第40回）
患者からの単語を使って、誰にでも分かりやすい新しいことわざを作るコーナー。
年内決着スペシャルの特別ルールにより、猪口が敗北。お好み焼きを食べた後、歯磨きも口をゆすぐことも許されず、歯医者で抜き打ち検診という罰ゲームを行った。＜第41回・2005年1月5日放送＞
速報！歌のどら辞テン!!（第42回〜第61回）
日本の曲のタイトルを二人が単語を使ってどらデン風にアレンジするコーナー。タイトルの元ネタは日本テレビ系で放送されていた歌番組「速報!歌の大辞テン」。
最終的に猪口有佳が10敗を喫し、罰ゲームとして2005年6月4日の虫歯予防デーに、西武園ゆうえんちの正門前にて虫歯予防キャンペーンと称し、来園したリスナー先着55名に歯磨きセットと駄菓子の配布をピンク衣姿で行った（先着55名なのは西武園ゆうえんちが開園55周年だったため）。＜第64回・2005年6月15日放送＞
どらデルセン名作劇場（第63回〜第80回）
一つの物語を完成させていくコーナー。毎回出されるお題に対して二人が単語を使ってアイデアを発表し、勝者のアイデアが物語に採用される。タイトルの元ネタは「アンデルセン名作劇場」。
その結果、リオ・デ・ジャネイロに住む19歳のサスペンダー職人の少女・リハビリンダ（口癖が「いやっほ〜!」）が博多どんたくを目指して旅をするという物語「リハビリンダ」が誕生した。
最終的に生天目仁美が10敗を喫し、罰ゲームとして砧公園にいる子供たちの前で完成した物語「リハビリンダ」の朗読をピンク衣姿で行った。＜第82回・2005年10月19日放送＞
どらり途中下車の旅（第81回〜第100回）
風の便りを元に、日本全国にあるという新しい名物を、二人が患者から送られてきた単語を使って発表するコーナー。タイトルの元ネタは日本テレビで放送されている旅番組「ぶらり途中下車の旅」。
放送100回記念公開診察＜第100回・2006年2月22日放送＞の際に、特別ルール「負けた方が振るサイコロの数の分、負け数プラス」が適用され、この回に負けた生天目が見事にサイコロで「6」を出し一気に14敗となったため、その場で10敗突破の公開罰ゲーム、色々な食材の組み合わせ試食会が実施された。＜第101回・2006年3月1日放送＞
どらごんデンタルクリニックからのお知らせ
富士見書房からの新刊等を知らせるコーナー。ここでは作品のことを「お薬」、作者名の後に「ドクター」と付けて紹介を行っていた。
仁美先生のお答えサプリ（第1回〜第80回）
痛くてとっても辛い患者さんを仁美先生が優しく（?）サプリを処方してくれるコーナー。いわゆるお悩み相談。「先生、○○が痛いんです」という書き出しで始まる。○○の部分は体の部位とは限らない。「ドラゴン」シリーズの連載作者がゲストに来る際は、大抵このコーナーに来ることが多かった。またその場合は診察予約と称していた。
みんなもかりん?献血君増血鬼!（第81回〜第104回）
漫画「かりん」とのタイアップ企画。患者さんから届いた恥ずかしい体験、興奮した体験、激怒した体験などを送ってもらうコーナー。「献血君」は「どらデルセン名作劇場」の第1回目で「物語の主人公は？」というお題に猪口が作ったキャラクター。その内容に応じて仁美先生が鼻血の血10cc・鼻血の血1cc・歯茎の血0ccと診断を行う（但し血の量に関しては後半は仁美せんせいによってフレキシブルに決められていた）。血液の量が200ccになると人間に戻れるという設定で、第104回（2006年3月22日）の放送で血液の量が200.3ccになったため、献血センター事務の原口さんに戻ることが出来た。
有佳の今日の日誌
有佳ちゃんによる今日の放送の総括（反省会?）